# Rembrandt Park One
Rembrandt Park One is een bedrijvencentrum in Amsterdam Nieuw-West. Het gebouw ging tot 2019 als Ringpark door het leven.

## 1967
Het bedrijvencentrum bestaat uit een voormalig kantoorgebouw. Het kantoorgebouw werd in 1966/1967 gebouwd ten behoeve van verzekeringsmaatschappij Nedlloyd, dat in 1969 zou opgaan in de nieuwe fusiemaatschappij Delta Lloyd. Nedlloyd schakelde het architectenbureau in van Frederik Willem de Vlaming en Harry Salm, dat eerder meewerkte aan het ontwerp van het Hilton Amsterdam Hotel. Het gebouw ligt ingeklemd tussen de Nachtwachtlaan en het Rembrandtpark. De voorgevel keek bij oplevering uit op de Johan Jongkindstraat, een aantal jaren later werd er stevig gebouwd aan de Ringweg. De combinatie park en ringweg leidde tot haar eerste naam Ringpark. Het gebouw werd elf verdiepingen hoog (het hoogste punt is 47 meter) en had in eerste instantie een spierwit uiterlijk van schoon beton. De lange gevelwanden aan voor- en achterkant worden onderbroken door raamrijen, de korte zijgevels zijn blind gehouden. Aan de achterkant kijkt men uit op een vijver van het park. Aan die achterzijde bevindt zich een laagbouw uitbouw, waarin origineel het bedrijfsrestaurant was gevestigd. Bij oplevering viel het gebouw mede op door haar rode gevelreclame voor Nedlloyd, het werd daarom ook wel het "Gebouw met de rode hoed" genoemd. Destijds waren tevens opvallend het airconditioningsysteem, de volledig automatische liftengroep en de vrije ruimte-inrichting. Die laatste kon aan de hand van mobiele tussenwanden aan de vraag aangepast worden. In het gebouw was ruimte geschapen voor circa 20.000 m² vloeroppervlak aan kantoorruimte. Op 8 mei 1967 werd het kantoor volledig in gebruik genomen, burgemeester Gijs van Hall was daarbij aanwezig.
Delta LLoyd vertrok rond 1980 naar een nieuw, groter kantoor aan de Spaklerweg. Het gebouw werd verkocht en kreeg andere gebruikers. Het werd eigendom van het pensioenfonds van Royal Dutch Shell, dat het verhuurde aan bijvoorbeeld de Nederlandse tak van Le Crédit Lyonnais en Generale Bank, dat later zou opgaan in de Fortis-groep. In 1998 werd de entree gewijzigd. Een andere wijziging die werd aangebracht is de glaspartij, die werd zonwerend uitgevoerd. In de 21e eeuw is het een bedrijvencentrum met kantoren, waarbij er meerdere huurders in het gebouw gevestigd zijn. In 2016 is de gevel nog gereinigd; zij was aangeslagen door verontreiniging afkomstig van het verkeer van de ringweg. De eigenaar was toen Prominus Vastgoedbeheer BV.

## 2019
In 2018 werd het gekocht door Round Hill en Boelens de Gruyter. Zij bekeken of het gebouw gesloopt, dan wel gerenoveerd moest worden. Er werd toen ook gedacht om het gebouw om te vormen tot appartementencomplex. Vanaf 2019 tot 2024 werd een grootscheepse renovatie doorgevoerd onder architectuur van HofmanDujardin, waarbij tevens werd bekeken of het herontwikkeld kon worden, Jaap Huisman omschreef in 2024 dat de bouwstijl Nieuwe Zakelijkheid bij de renovatie niet verloren ging, ondanks dat er verdiepingen op werden gezet en ook de laagbouwvleugel werd aangepast. Het gebouw kreeg als nieuwe bestemming kantoren, hotel, restaurant en sportschool. De nieuwe naam verwijst naar het Rembrandtpark, waar het tegenaan staat.

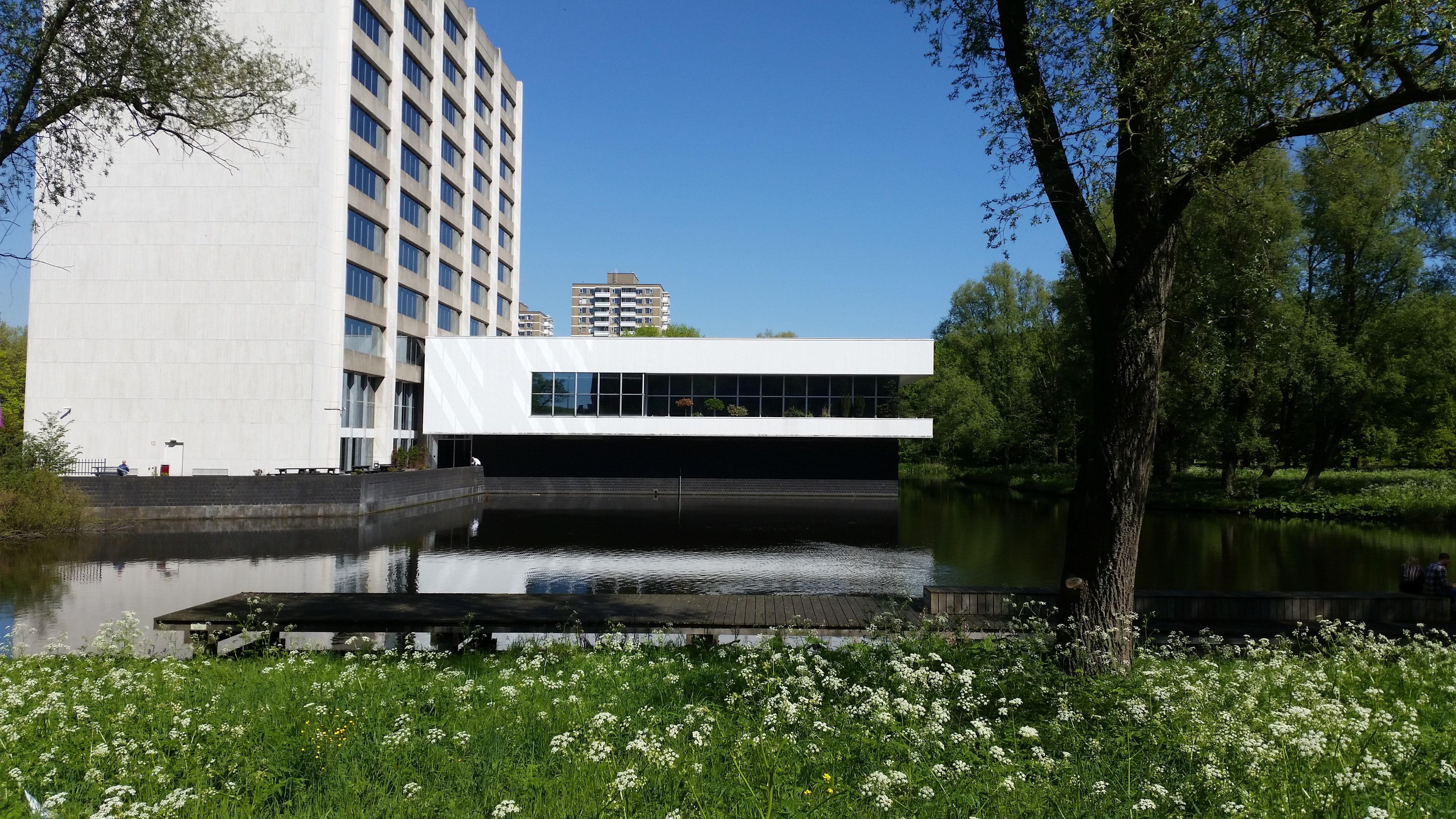
De recreatieruimte en zijgevel (mei 2018)